# والاس کالکشن
والاس کالکشن (انگلیسی: Wallace Collection) نام یک گروه موسیقی بلژیکی بود که در کشور انگلستان اقامت داشتند و در اواخر دههٔ ۶۰ تا اوایل دههٔ ۷۰ میلادی در سبک پاپ راک فعالیت می‌کردند.
ترانه مشهور آنها «رویاپردازی در عالم خیال»، در کشور بلژیک به صدر جدول موسیقی آن کشور راه یافته و در ۲۱ کشور جهان، محبوب و مشهور بود.